# Ghofrane Mohamed
Ghofrane Mohamed (arabisch غفران محمد, DMG Ġufrān Muḥammad; * 6. Juni 1989 in Aleppo) ist eine syrische Leichtathletin.
Die 400-Meter-Hürdenläuferin erreichte bei den Jugendweltmeisterschaften 2005 den sechsten Platz. Bei den Juniorenweltmeisterschaften 2006 wurde sie mit persönlicher Bestzeit von 57,42 s Siebte. 2012 nahm Mohamed an den Hallenweltmeisterschaften der Aktiven teil, bei denen sie über 60 m Hürden im Vorlauf ausschied. Im selben Jahr startete sie bei den Olympischen Spielen in London. Dort wurde sie allerdings bei der Dopingkontrolle positiv auf Methylhexanamin getestet und für sechs Monate gesperrt. 2015 erreichte sie bei den Asienmeisterschaften den sechsten Platz. Danach nahm sie an den Weltmeisterschaften 2015 teil, bei denen sie im Vorlauf ausschied.